# Siparuna
Siparuna es un género con 74 especies de plantas de flores perteneciente a la familia Siparunaceae.

## Especies seleccionadas
- Siparuna alternifolia
- Siparuna amazonica
- Siparuna amplifolia
- Siparuna calantha
- Siparuna campi
- Siparuna cascada
- Siparuna croati
- Siparuna decipiens
- Siparuna eggersii
- Siparuna gentryana
- Siparuna guajalitensis
- Siparuna guianensis
- Siparuna laurifolia (Kunth) A.DC. - limoncillo, limoncito.[2]
- Siparuna lozaniana
- Siparuna multiflora
- Siparuna palenquensis
- Siparuna petiolaris
- Siparuna piloso-lepidota
- Siparuna sessiliflora (Kunth) A.DC. - limón cimarrón[2]
- Siparuna vasqueziana

## Sinónimo
- Conuleum